# 阿特金斯石鮰
阿特金斯石鮰（学名：Noturus crypticus）為輻鰭魚綱鯰形目北美鯰科的其中一種，分布於美國的淡水流域，體長可達6.5公分，棲息在水質清澈、冰冷、流動快速的溪流河川。
其种加词“Crypticus”意为“隐藏的”。